# 印度支那難民危機

法屬印度支那地圖

印度支那難民危機，或稱中南半島難民潮（Indochina refugee crisis），指的是在1975年共產主義政權建立以後，前法屬印度支那殖民地（包括越南、柬埔寨及寮國）發生的大規模人口外流及逃亡。

## 簡介
印度支那在1975年的5600萬人口中，有300萬人在其后的25年時間內透過危險的旅程成為其他東南亞國家、香港或中国大陆的難民。
印度支那難民包含了各式各樣的人，其中有越南華人、寮國華人、逃離紅色高棉的柬埔寨高棉族、柬埔寨華人及饑餓者，佬族人、優勉人（瑤族）、赫蒙族（苗族）及其他寮國高地民族、以及越南的高地族。
難民外流和人權危機在1979年和1980年尤為尖銳，成千上萬人在試圖逃亡之際死去，難民僅能駐留鄰近國家以尋求庇護，以申請第三國的永久居住權為目的，約莫超過250萬印度支那人現已定居他國，大部份在北美洲、澳洲和歐洲；又有50萬人或自願或是非自願地被遣返。
難民潮的影響持續到21世紀，最後一批船民於2005年從馬來西亞遣返，2009年泰國將4000名赫蒙族難民驅逐出境。